# Cộng đồng mẫu hệ tại Meghalaya, Ấn Độ

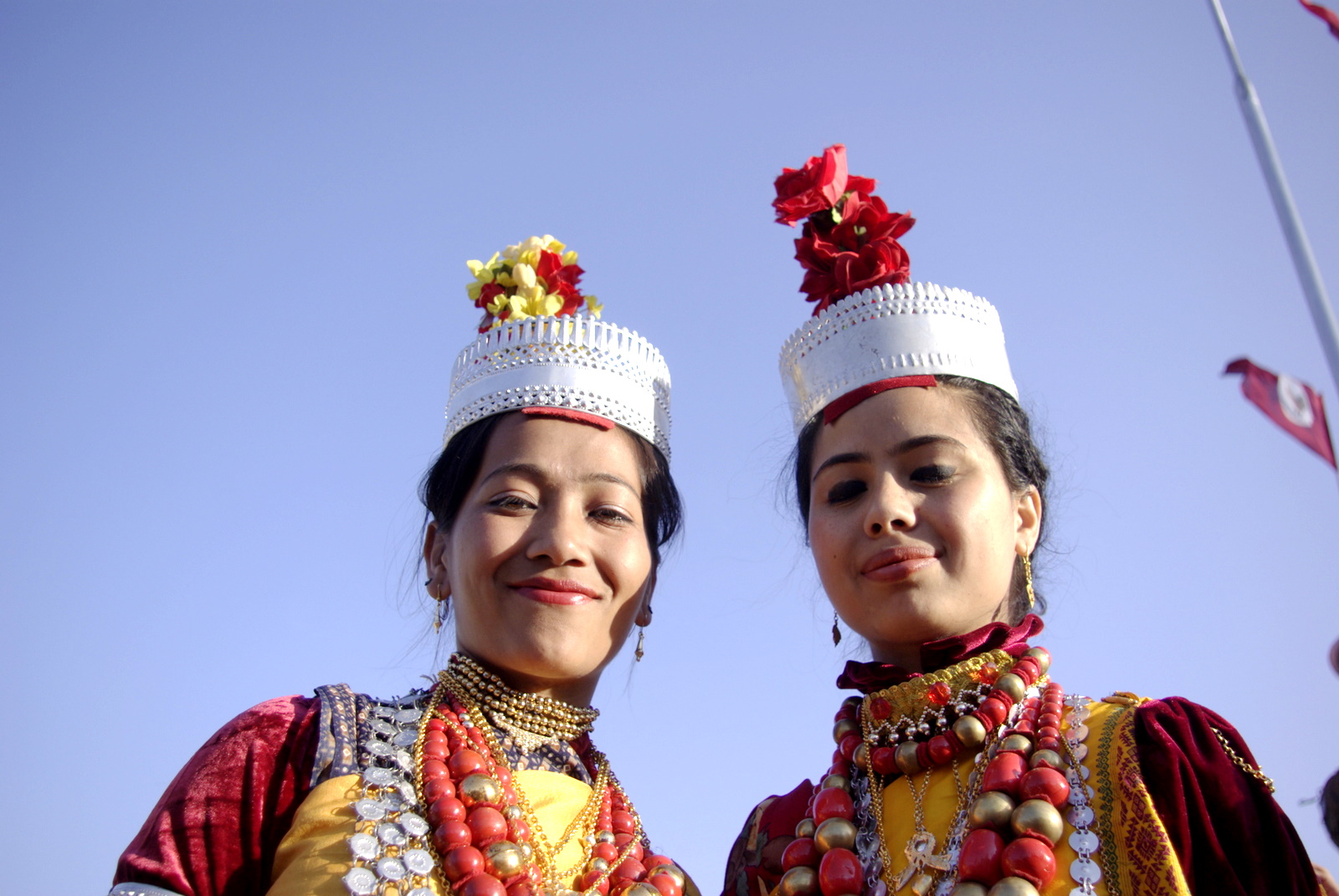
Phụ nữ Khasi

Nhiều bộ lạc ở bang Meghalaya, Đông Bắc Ấn Độ vẫn còn duy trì phong tục mẫu hệ. Họ là những người Khasi và người Garo. Trong cộng đồng người Khasi, có một thuật ngữ được sử dụng như một chuẩn mực chung cho các nhóm sắc tộc thiểu số khác nhau ở Meghalaya - những người có ngôn ngữ, nghi lễ và tập quán riêng biệt nhưng có chung bản sắc dân tộc, thuật ngữ ấy là Ki Hynniew Trep. Trong khi người Garo có liên quan đến các nhóm người Achik khác nhau thì người Khasi, người Garo cũng như các nhóm sắc tộc thiểu số khác chứa đựng một di sản đáng tự hào, bao gồm cả chế độ mẫu hệ. Tuy một vài báo cáo vào năm 2004 đã chỉ ra rằng các nhóm sắc tộc này dường như đang đánh mất một số đặc điểm nhất định của một chế độ mẫu hệ, nhưng thực tế vẫn chứng minh họ là một trong những "nền văn hóa mẫu hệ lớn nhất còn tồn tại" trên thế giới.

## Khái quát chung
Khasi, trong số nhiều bộ lạc ở bang Meghalaya, miền Đông Bắc Ấn Độ, vẫn duy trì tập quán dòng dõi mẫu hệ. Họ thường được biết đến với cái tên người Khasi. Ngoài ra, Khasi còn được sử dụng như một cụm từ mang nghĩa bóng để chỉ nhiều nhóm nhỏ dân cư ở Meghalaya, những người có ngôn ngữ, nghi thức, nghi lễ và thói quen riêng biệt, nhưng chia sẻ một bản sắc dân tộc gọi là Ki Hynniew Trep (The Seven Huts).
Khasi là bộ lạc cổ xưa, một trong những "nền văn hóa mẫu hệ lớn nhất còn tồn tại" trên thế giới. Họ cùng sinh sống với các nhóm nhỏ khác, chẳng hạn như người Garo sống ở Meghalaya, cũng như các khu vực giáp ranh với Assam và Bangladesh. Cộng đồng Khasi được cho là người di cư có liên kết tổ tiên với người Mon - Khmer ở Đông Á. Truyền thống mẫu hệ giữa những người Khasi và các nhóm nhỏ khác ở Meghalaya là duy nhất ở Ấn Độ. Các nguyên tắc mẫu hệ giữa người Khasi được nhấn mạnh trong thần thoại, truyền thuyết và các văn bản tường thuật cổ xưa. Những ông vua Khasi dấn thân vào các cuộc chiến tranh để lại trách nhiệm điều hành gia đình cho phụ nữ và do đó vai trò của họ trong xã hội trở nên sâu sắc và được tôn trọng. Điều này được tham chiếu đến Nari Rajya (vương quốc nữ; hoặc vùng đất mẫu hệ) trong sử thi Mahabharata có khả năng tương quan với văn hóa mẫu hệ ngày nay của Khasi và Jaintia và Meghalaya. Di sản đáng tự hào của Khasi, Garo và các nhóm nhỏ khác là chế độ mẫu hệ; tuy nhiên vào năm 2004, nó đã được báo cáo rằng các đặc điểm mẫu hệ của họ là suy yếu dần.

## Quyền lợi, vai trò, trách nhiệm
Phụ nữ đóng vai trò chi phối trong xã hội mẫu hệ của người Meghalaya. Con gái út của gia đình, Ka Khadduh, được thừa hưởng tất cả tài sản của tổ tiên. Sau khi kết hôn, người chồng ở rể trong nhà của mẹ chồng. Con cái sinh ra sẽ mang họ mẹ. Trong trường hợp một gia đình không có con gái, họ sẽ nhận nuôi một cô con gái và chuyển quyền thừa kế tài sản của họ cho cô con gái ấy. Khi một gia đình hạ sinh con gái, họ sẽ làm lễ ăn mừng. Việc sinh con trai chỉ đơn giản là được chấp nhận. Không có sự kỳ thị xã hội nào dành cho một người phụ nữ tái hôn hoặc sinh con ngoài giá thú vì "Đạo luật truyền thống xã hội của Khasi" mang lại sự an toàn cho họ. Phụ nữ có thể kết hôn với người bên ngoài bộ lạc. Những người phụ nữ được hưởng tất cả các quyền lợi của một cuộc sống tự do, ăn mặc đẹp, đi nhà thờ và nhiều người không muốn kết hôn. Họ sống trong sự an toàn đảm bảo nhất, không giống như những người phụ nữ ở phần còn lại tại Ấn Độ. Trong xã hội của người Khasi, một phụ nữ thành công trong sự nghiệp luôn cảm thấy rằng "sự bất thường trong xã hội của họ" đã giúp cô thành công trên mọi phương diện. Ngoài ra, hầu hết các doanh nghiệp nhỏ đều được quản lý bởi phụ nữ.
Năm 1994, Bina Agarwal đã so sánh các đặc điểm đặc trưng giữa Garo và Khasi. Cô cho biết rằng người Garo có tập quán kế thừa mẫu hệ, ở rể sau hôn nhân, ưa kết hôn chéo giữa các anh em họ với nhau, chấp nhận phụ nữ quan hệ tình dục trước hôn nhân, nhưng ngoại tình bị trừng phạt. Người Khasi cũng có tập quán thừa kế mẫu hệ, ở rể. Tuy nhiên, họ còn có một tập quán đặc biệt khác là vợ chồng tách biệt trong thời kì hôn nhân (trong đó người chồng sống trong một ngôi nhà riêng trong khi người vợ ở nhà của cha mẹ cô). Mặt khác, họ ác cảm với hôn nhân họ hàng, nhưng chấp nhận phụ nữ quan hệ tình dục trước hôn nhân và không chấp nhận ngoại tình.
Chăm sóc con cái là trách nhiệm của mẹ hoặc mẹ chồng. Con gái út của xã hội này được thừa hưởng tài sản của tổ tiên giữ một vai trò quan trọng trong việc chăm sóc cha mẹ khi về già, cũng như chăm nom và giáo dục cho anh chị em mình.
Một số người đàn ông Khasi nhận thấy mình được coi là một địa vị thứ yếu nên đã thành lập các xã hội như Syngkhong Rympei Thymmai (SRT)  (3.000 thành viên)  và Sam Kam Rin Ku Mai (Hiệp hội Tái cấu trúc xã hội) để bảo vệ quyền bình đẳng cho nam giới. Họ bày tỏ rằng "Đàn ông Khasi không có bất kỳ sự an toàn nào, họ không sở hữu đất đai, họ không điều hành công việc gia đình và đồng thời, họ gần như chẳng có ích trong bất kì việc gì". Tuy nhiên, Patricia Mukhim, biên tập viên của Thời báo Shillong cảm thấy: "Tôi có xu hướng nghĩ rằng những người đàn ông Khasi cảm thấy bị thui chột so với người ngoài... thật đáng tiếc, vì đó là điều khiến chúng tôi khác biệt với những người khác".
Mặc dù xã hội của những bộ lạc này là mẫu hệ, nó vẫn không hoàn toàn là mẫu hệ. Trong quá khứ quân chủ của nhà nước, con trai của em gái út của nhà vua được thừa kế ngai vàng. Ngay cả bây giờ trong Hội đồng Lập pháp Meghalaya hoặc các hội đồng làng hoặc panchayats, sự hiện diện của phụ nữ trong chính trị là tối thiểu. Tính đến năm 2013, trong một Hội đồng lập pháp Meghalaya gồm 60 thành viên, chỉ có bốn người là phụ nữ. Trong hội đồng Dorbar Shnong, một hội đồng chính trị cơ bản của các bộ lạc, phụ nữ không được phép giữ chức vụ và người nam toàn quyền điều khiển. Bất chấp bị giới hạn về mặt chính trị, phụ nữ vẫn cảm thấy rằng họ được chăm sóc tốt hơn về vấn đề tiền bạc hơn nam giới và họ thích tự do kinh tế.